# Eladio Rojas
Eladio Alberto Rojas Díaz (8 de novembre de 1934 - 13 de gener de 1991) fou un futbolista xilè.

## Selecció de Xile
Va formar part de l'equip xilè a la Copa del Món de 1962.